# Robert Förster
Pour les articles homonymes, voir Forster.
Robert Förster, né le 27 janvier 1978 à Markkleeberg près de Leipzig, est un coureur cycliste allemand professionnel.

## Biographie

### À Leipzig en amateur
Né le 27 janvier 1978 à Markkleeberg, Robert Förster est le neveu d'Egon Adler, ancien coureur cycliste médaillé d'argent avec l'équipe d'Allemagne aux Jeux olympiques de 1960 à Rome en contre-la-montre par équipes.
Avec le Team Bunte Berte de Leipzig, il obtient de bons résultats chez les amateurs, notamment des victoires d'étapes au Tour de Bulgarie, de Linz-Passau-Budweis en 1999, au Tour du Cap en 2000, ainsi qu'une troisième place au championnat d'Allemagne espoirs.

### Débuts professionnels au Team Nürnberger (2001-2002)
Robert Förster fait ses débuts professionnels en 2001 au sein de l'équipe allemande Team Nürnberger, aux côtés de son frère Jörg ; celui-ci ne restera professionnel que deux saisons. Fort de sept succès en deux ans, dont trois étapes du Tour de Saxe, il se révèle comme l'un des espoirs du sprint allemand et est recruté par l'équipe Gerolsteiner en 2003.

### La période Gerolsteiner (2003-2008)

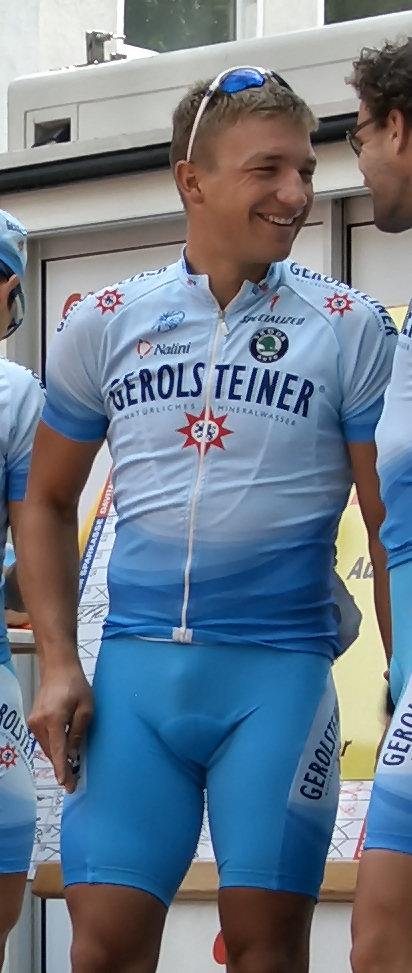
Robert Förster lors du Tour de Bochum 2006.

Dans ses nouvelles couleurs Förster remporte 2 victoires. Il participe au Tour d'Italie avec comme meilleur résultat, une neuvième place sur la 17e étape. En juin, il finit quatrième d'une étape sur le Tour de Suisse. En août, il est engagé sur le Tour du Danemark où il finit deuxième et troisième sur des étapes, il prend également la 20e place du classement général. Une semaine plus tard, il obtient sa première victoire professionnel en remportant le Groningue-Münster, suivi d'une deuxième place sur le Tour de Nuremberg. En fin de saison il remporte une étape sur le Circuit de la Vallée du Rhin.
En 2004, il ne remporte qu'une seule victoire, le Groningue-Münster. Il obtient tout de même une deuxième place sur une étape de Paris-Corrèze et une huitième place sur une étape du Giro.
Lors de la saison 2005, il remporte une victoire d'étape sur le Tour de Basse-Saxe, sa seule de l'année. Cependant il multiplie les podiums sur le Giro, avec deux 3e places à Santa Maria del Cedro et à Milan. Une deuxième place sur une étape du Ster Elektrotoer et une troisième place sur le Tour de France à Nancy. Il termine également deuxième du Championnat d'Allemagne en ligne.
La saison suivante il remporte 6 victoires en gagnant une étape sur le Circuit de la Sarthe, une étape sur le Ster Elektrotoer et deux étapes sur le Tour du Danemark. Il réalise cette même année-là un superbe coup en remportant une étape sur le Tour d'Italie et une étape sur le Tour d'Espagne.
En 2007, il s'impose trois fois, une étape sur la Semaine internationale Coppi et Bartali, une étape sur le Tour d'Allemagne et une nouvelle victoire sur le Giro. Il finit également 5e du Neuseen Classics – Rund um die Braunkohle et 6e du Tour de Münster et du Challenge de Majorque.
En 2008, il gagne quatre fois dont deux étapes sur le Tour de l'Algarve et une étape sur le Tour de Pologne. Il finit aussi 3e du Challenge de Majorque et du Tour de Münster, comme l'année dernière mais à des places différentes. Il obtient également de nombreuses places d'honneurs sur des étapes, deuxième d'une étape du Giro, du Tour de Géorgie et d'une étape sur la Semaine internationale Coppi et Bartali. Il prend aussi la troisième place sur une étape du Tour d'Allemagne. Cependant son équipe disparait à la suite des affaires de dopages de Bernhard Kohl et de Stefan Schumacher. Il signe dans la seule équipe allemande restante pour la saison suivante, la Milram.

### Chez Milram (2009-2010)
Arrivé chez Milram, il ne remporte qu'une victoire sur le Tour de Turquie en début de saison. Il termine également 4e de la Coupe Sels.
En 2010, il termine 10e du Challenge de Majorque et du Tour de Cologne. Il finit également troisième du Grand Prix de l'Escaut.

### Depuis 2011: UnitedHealthcare
En 2011 il gagne des étapes sur des épreuves comme le  Tour de Langkawi, celui des Asturies ou le Nature Valley Grand Prix.
La saison suivante il s'adjuge la Clarendon Cup et termine troisième de la Neuseen Classics – Rund um die Braunkohle à Leipzig.
En 2013 il remporte la 6e étape du Tour du lac Qinghai.
Au cours de l'année 2015 il est vainqueur de la Neuseen Classics - Rund um die Braunkohle.

## Palmarès
| - 1998 - 5eb étape du Tour du Guatemala - 2000 - 5e étape du Tour du Cap - 2001 - 1re et 3e étapes du Tour de Saxe - 2e étape du Tour de Cuba - 3e étape du Tour du Cap - 4e étape du Trophée Joaquim-Agostinho - 4ea étape du Tour de Hesse - 2002 - 6e étape du Circuito Montañés - 3e étape du Tour de Saxe - 2003 - Groningue-Münster - 1re étape du Tour de Rhénanie-Palatinat - 2004 - Groningue-Münster - 2005 - 4e étape du Tour de Basse-Saxe - 2e du championnat d'Allemagne sur route - 2006 - 3e et 6e étapes du Tour du Danemark - 1re étape du Circuit de la Sarthe - 21e étape du Tour d'Italie - 5e étape du Ster Elektrotoer - 15e étape du Tour d'Espagne - 2e du Trofeo Alcudia - 2e du championnat d'Allemagne du derrière derny - 3e de l'Eindhoven Team Time Trial (avec Gerolsteiner) | - 2007 - 3e et 5e étapes du Tour d'Italie - 1re étape du Tour d'Allemagne - 4e étape de la Semaine internationale Coppi et Bartali - 2008 - 1re et 3e étapes du Tour de l'Algarve - Veenendaal-Veenendaal - 7e étape du Tour de Pologne - 3e du Trofeo Palma de Mallorca - 3e du Tour de Münster - 2009 - 7e étape du Tour de Turquie - 2010 - 3e du Grand Prix de l'Escaut - 2011 - 8e étape du Tour de Langkawi - 2ea étape du Tour des Asturies - 3e et 4e étapes du Nature Valley Grand Prix - 4e étape du Tour du lac Qinghai - 2e de l'Air Force Cycling Classic - 3e du TD Bank International Cycling Championship - 3e de la Crystal City Classic - 2012 - Clarendon Cup - 3e de la Neuseen Classics – Rund um die Braunkohle - 2013 - 6e étape du Tour du lac Qinghai - 2015 - Neuseen Classics - Rund um die Braunkohle |  |

## Résultats sur les grands tours

### Tour de France
3 participations
- 2005 : 151e
- 2007 : 135e
- 2008 : 116e

### Tour d'Italie
8 participations
- 2003 : abandon
- 2004 : 116e
- 2005 : 137e
- 2006 : 139e, vainqueur de la 21e étape
- 2007 : non-partant (12e étape), vainqueur des 3e et 5e étapes
- 2008 : non-partant (14e étape)
- 2009 : 162e
- 2010 : 96e

### Tour d'Espagne
2 participations
- 2006 : 130e, vainqueur de la 15e étape
- 2010 : 137e

### Classements mondiaux
| Année                  | 2005 | 2006 | 2007 | 2008 | 2009 | 2010 | 2011 | 2012 | 2013 | 2014 |
| ---------------------- | ---- | ---- | ---- | ---- | ---- | ---- | ---- | ---- | ---- | ---- |
| Classement ProTour     | 152e | 103e | 87e  | 87e  |      |      |      |      |      |      |
| Calendrier mondial UCI |      |      |      |      | 261e | 151e |      |      |      |      |
| UCI America Tour       |      |      |      |      |      |      | 27e  | 80e  | 286e | 382e |
| UCI Asia Tour          |      |      |      |      |      |      | 23e  | 323e | 103e | 48e  |
| UCI Europe Tour        |      |      |      |      |      |      | 423e | 322e |      |      |